# Ludovic al V-lea al Franței
Ludovic al V-lea (n. 967 d.Hr. – d. 22 mai 987 d.Hr., Compiègne, Picardie⁠(d), Franța), a fost rege al Franciei Occidentale din 986 până la moartea sa. Fiu al regelui Lothar al Franței și a soției sale Emma a Italiei, care era fiica lui Lothar al II-lea al Italiei, el a fost ultimul monarh carolingian.

## Biografie

### Tinerețe
Ludovic a fost fiul cel mare al regelui Lothair și a soției acestuia, Emma și s-a născut în c. 966–967.. Tatăl său l-a introdus în guvernare din 978 și a fost încoronat oficial co-rege la 8 iunie 979 la mănăstirea Saint-Corneille din Compiègne de către arhiepiscopul Adalberon de Reims. Totuși, el nu și-a asumat puterea până la moartea tatălui său în 986. Ludovic al V-lea a fost ultimul rege carolingian al Franciei de Vest și a domnit la Laon între 2 martie 986 până la propria sa moarte, la vârsta de 20 de ani, în 987.
În 982 la Vieille-Brioude, Haute-Loire, Ludovic, în vârstă de 15 ani, se căsătorește cu Adelaide-Blanche de Anjou, o soră a contelui Geoffrey I. Mireasa avea 40 ani și era văduvă de două ori din căsătoriile cu contele Ștefan de Gévaudan și contele Raymond de Toulouse, Prinț de Gothia. Această uniune a fost strict politică și aranjată de rege, la sfatul reginei Emma și a contelui Geoffrey I, cu dublul scop de a restabili prezența carolingiană în sudul Regatului francilor, și (în conformitate cu Richerus) pentru a obține sprijinul domnilor locali în lupta sa împotriva Roberțienilor. 
Imediat după nuntă, Ludovic și Adelaide-Blanche au fost încoronați rege și regină de Aquitania  de către fratele Adelaidei, episcopul Guy le Puy. Încă de la început cuplul nu a putut să trăiască împreună în pace,  nu numai din cauza diferenței enorme de vârstă dintre ei, ci și (conform lui Riches), din cauza stilului de viață destrăbălat al lui Ludovic.
În 984, după doi ani de căsătorie fără copii, Adelaide l-a păcălit pe tânărul ei soț să facă o vizită în Aquitania, și odată ajunși acolo l-a părăsit și s-a întors la familia ei, căsătorindu-se la scurtă vreme cu contele Guillaume I de Provence.

### Domnie și deces
După decesul tatălui său la 2 martie 986, Ludovic al V-lea devine regele nedisputat al francilor. Totuși, în acel moment la curtea francilor existau două părți: una condusă de arhiepiscopul Adalberon de Reims si regina Emma, care, fiind puternic influențată de mama ei, împărăteasa Adelaide a Italiei, voia reînnoirea relațiilor de prietenie cu dinastia ottoniană; cealaltă parte își dorea să continue politica regelui Lothair și profitând de minoratul împăratului Otto al III-lea voia o politică de expansiune la est și recuperarea Lotharingiei.
Inițial regina Emma a dominat situația, dar în vara anului 986 a existat o inversare: partea anti-ottoniană a prevalat, iar ea a fost forțată să părăsească curtea și să caute refugiu la Hugh Capet. 
Ludovic al V-lea a murit la 21 mai 987 dintr-o căzătură de pe cal în timp ce vâna în pădurea Halatte din apropierea orașului Senlis, Oise. A fost înmormântat la mănăstirea Saint-Corneille din Compiègne.
Neavând moștenitori legitimi, unchiul său Carol de Lotharingia Inferioară a fost ales ca succesor ereditar al tronului. Dar, clerul, incluzând atât pe Adalberon cât și pe Gerbert (care mai târziu a devenit Papa Silvestru al II-lea), a argumentat elocvent pentru Hugh Capet, care avea nu numai sânge regal, dar își dovedise abilitățile prin acțiunile și puterea lui militară. Capet a fost ales pentru tronul francez și Adalberon l-a încoronat, totul în termen de două luni de la moartea lui Ludovic al V-lea. Astfel, dinastia carolingiană s-a încheiat și a început dinastia capețiană.